# Maladera duvivieri
Maladera duvivieri är en skalbaggsart som beskrevs av Brenske 1896. Maladera duvivieri ingår i släktet Maladera och familjen Melolonthidae. Inga underarter finns listade i Catalogue of Life.